# Коструба плямистокрила
Костру́ба плямистокрила (Mycerobas melanozanthos) — вид горобцеподібних птахів родини в'юркових (Fringillidae). Мешкає в Азії.

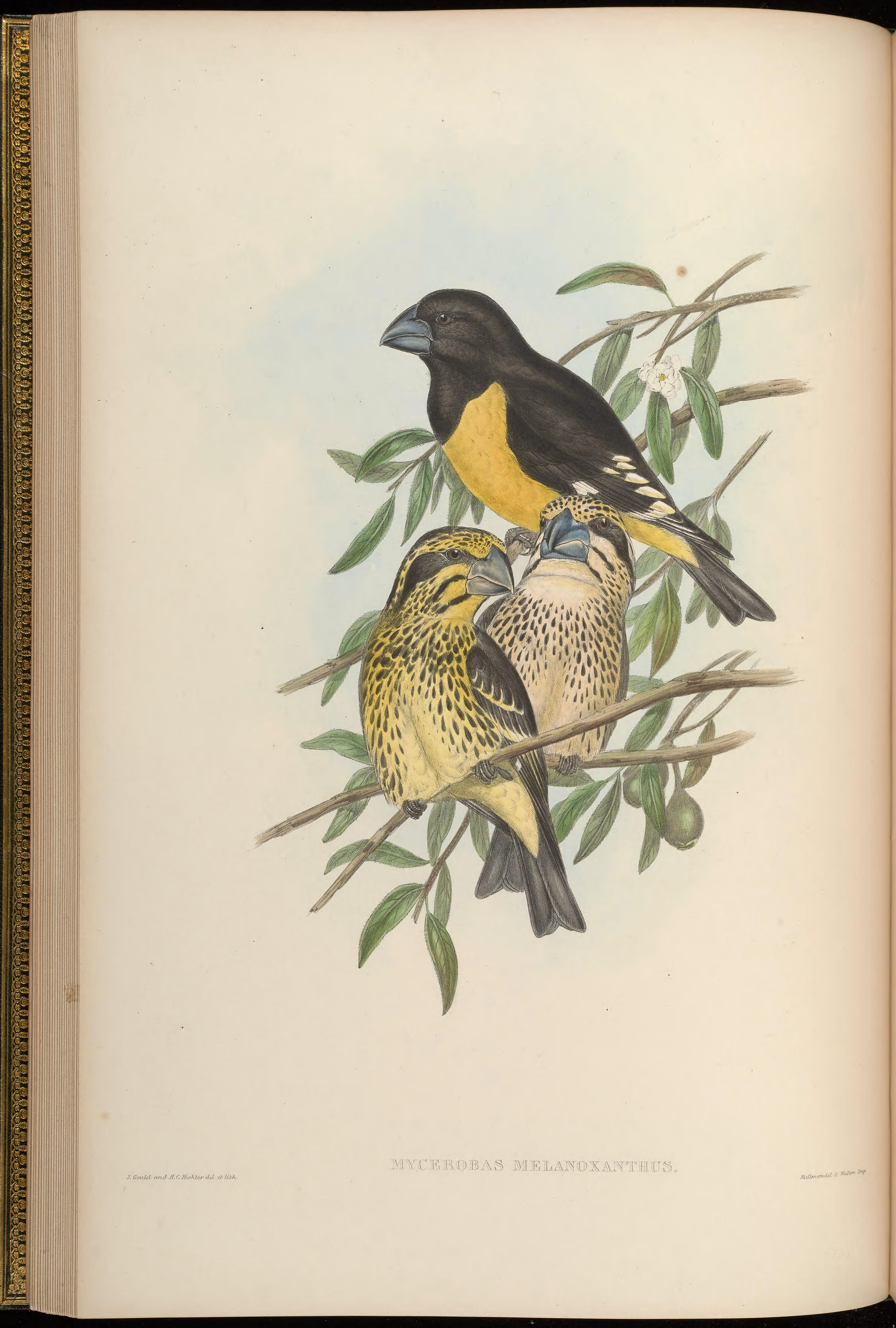
Плямистокрилі коструби (малюнок Джона Гульда)

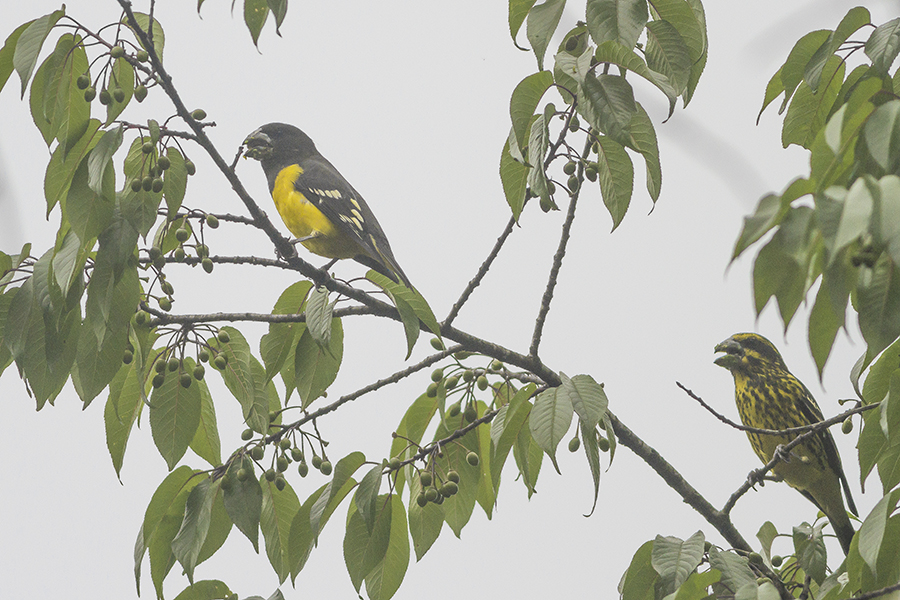
Пара плямистокрилих коструб

## Опис
Довжина птаха становить 21—23 см. Виду притаманний статевий диморфізм. Голова, воло, плечі і спина у самця чорні, живіт і гузка жовті. На махових перах крил білі плями і кінчики. Верхня частина тіла самиць сіра, нижня частина тіла жовта. Голова, шия, груди і боки поцятковані темними плямками. Дзьоб великий, сріблясто-сірий.

## Поширення і екологія
Плямистокрилі коструби поширені від північного Пакистану через Гімалаї до західного Китаю, М'янми, півночі Таїланду, В'єтнаму і Лаосу. Живе в хвойних, змішаних і широколистних лісах на висоті від 2400 до 3600 м над рівнем моря в Гімалаях та на висоті від 1700 и 1800 в Таїланді, взимку мігрує в долини, на висоту 500 м над рівнем моря (в Таїланді). Формує зграї до 50 птахів.

## Раціон
Плямистокрилі коструби харчуються ягодами і насінням, доповнюють раціон безхребетними.

## Розмноження
Сезон розмноження триває з травня по липень. Гніздо має чашоподібну форму, розміщується на дереві висотою 4 м і вище. В кладці 2—3 зеленуватих яйця, поцяткованих темно-коричневими плямками. Інкубаційний період триває 18—20 днів, пташенята покидають гніздо на 20-й день, хоча й далі тримаються поблизу батьків ще кілька тижнів.